# 秋田県立能代科学技術高等学校
秋田県立能代科学技術高等学校（あきたけんりつ のしろかがくぎじゅつこうとうがっこう、英語: Akita Prefectural Noshiro High School of Science and Technology, 略称: NST）は、秋田県能代市に所在する県立高等学校。

## 概要
2021年（令和3年）4月、前身校にあたる秋田県立能代工業高等学校と秋田県立能代西高等学校の統合による新設校として開校した。
在学する生徒数は、1年 116人、2年 114人、3年 130人、計 360人、本務教員数は55人（2022年5月1日時点）。
本校の中で、教室・特別教室・管理棟と実習棟の2棟の高低差がある間を36メートルにわたって繋ぐ連絡通路（本項の写真では裏手にあたる）があり、見晴らしの良い箇所でもある。

## 理念
生徒の社会的・職業的自立を目指すとともに、身に付けた技術や技能によって地域産業を担い、地域に貢献する人材を育成。
教育目標
- 技術革新と社会の変化に主体的かつ柔軟に対応し、力強く生きるたくましい人材を育てる。
- 専門性の深化を目指す教育を行うことにより、技術や技能を兼ね備えた職業人として、地域産業の発展に貢献する人材を育てる。
- 適性や能力等に応じた選択ができる柔軟な教育を行うことにより、豊かな心をもつ自立した社会人として、地域社会で責任を果たす人材を育てる。

## 設置学科
募集定員：機械科･電気科･建設科 105人、生物資源科･生活福祉科 70人（2023年度）
- 機械科
- 電気科
電気科は2年生から次のいずれかのコースに分かれる。
  - 電気コース
  - 情報コース
- 建設科
建設科は1学年後半から次のいずれかのコースに分かれる。
  - 建築コース
  - 土木コース
- 生物資源科
生物資源科は2年生から次のいずれかのコースに分かれる。
  - アグリサイエンスコース
  - アグリビジネスコース
- 生活福祉科
生活福祉科は2年生から次のいずれかのコースに分かれる。
  - ライフデザインコース
  - ヒューマンサービスコース

## 沿革
- 2021年（令和3年）
  - 2月 - 実習棟が竣工[6][注釈 2]。
  - 4月1日 - 秋田県立能代工業高等学校と秋田県立能代西高等学校が統合し「秋田県立能代科学技術高等学校」として開校。開校までに教室・特別教室・管理棟が竣工[7][注釈 3]。
  - 10月23日 - 開校式を挙行[9]。
- 2022年（令和4年）11月頃 - 第2体育館が竣工[注釈 4]。
- 2024年（令和6年）3月 - セミナーハウス棟が竣工（予定）。

## 部活動
＜主な出典：＞

### 運動部
- バスケットボール部
- 硬式野球部
- 軟式野球部
- 自転車競技道部
- ソフトテニス部
- 陸上競技部
- ラグビー部
- 卓球部
- バドミントン部
- 剣道部
- ウエイトリフティング部
- 山岳部

### 文化部
- 吹奏楽部
- 美術部
- 写真部
- 文芸部
- 生活文化部
- アグリ部
- 電気部
- JRC（青少年赤十字）
- 茶道部
- 機械クラブ（同好会）

## 交通
- JR五能線・能代駅より徒歩15分。